# 西松枝町
西松枝町（にしまつがえちょう）は、愛知県名古屋市中区の地名。千代田二丁目・五丁目の一部に相当する。

## 地理
東は松枝町2丁目・3丁目、西は丸田町5丁目・6丁目、南は大池町5丁目・6丁目、北は松枝町1丁目に接していた。

### 学区
- 高等学校 - 尾張学区
- 中学校 - 名古屋市立白山中学校
- 小学校 - 名古屋市立老松小学校[3][4]

### 人口
国勢調査による人口の推移
| 1950年（昭和25年） | 368人 |  |
| 1955年（昭和30年） | 313人 |  |
| 1960年（昭和35年） | 340人 |  |
| 1965年（昭和40年） | 254人 |  |

## 歴史

### 地名の由来
松枝町の南西に位置することに由来する。

### 沿革
- 1909年（明治42年）10月1日 - 御器所村大字御器所字西鶴舞の一部により、名古屋市中区西松枝町として成立[1]。
- 1969年（昭和44年）10月21日 - 住居表示実施に伴い、一部が中区千代田二丁目に編入される[1]。
- 1977年（昭和52年）10月23日 - 住居表示実施に伴い、中区千代田五丁目に編入され、消滅[2]。

## 施設
- 東邦電力名古屋支店

1929年（昭和4年）2月17日に中区新柳町より移転。